# Himno de la República Socialista Soviética de Moldavia
El Himno de la República Socialista Soviética de Moldavia (en moldavo: Имнул де Стат ал Република Советикэ Сочиалистэ Молдовенешть) fue el himno de la RSS de Moldavia, una de las repúblicas constituyentes de la Unión Soviética.

## Historia
La música fue compuesta por Ştefan Neaga y Eduard Lazarev. La letra fue escrita por Emilian Bukov e Ivan Bodarev. Fue utilizado de 1946 hasta 1991 cuando fue sustituido por Deșteaptă-te, române!, himno actual de Rumania. En 1994 sería reemplazado por Limba noastră.

## Letra

### Misterio de la letra
En 1980 Eduard Lazarev cambió la melodía del himno; debido a esto se desconoce la letra que poseía hasta antes de ese año. La versión original es más larga y en partes no coincide con le versión final, haciendo creer que un párrafo fue eliminado. Así está documentado en la Enciclopedia Soviética; hoy en día se posee la versión instrumental original, pero no se ha logrado obtener la versión vocal, haciendo desconocida la letra del himno anterior a 1980.
Gracias a un pequeño grupo de YouTubers, autonombrados como "La Comisión Ştefan Neaga", se ha obtenido la letra original y se ha realizado una grabación moderna de esta versión.

### Versión original (1945–80)

#### Enrumano
| Alfabeto cirílico moldavo | Alfabeto latino rumano | Transcripción AFI |
| I Молдова ку дойне стрэбуне пе плаюрь, Ку поамэ ши пыне пе дялурь ши вэй. Луптынд ку-ажуторул Русией мэреце, А врут неатырнаря пэмынтулуй ей. Рефрен: Славэ ын вякурь, Молдовэ Советикэ, Креште ку алте републичь сурорь, Ши ку драпелул Советик ыналцэ-те, Калия сэ-ць фие авынт креатор. II Пе друмул луминий ку Ленин ши Сталин, Робия боерилор крунць ам ынвинс. Пе ной дин избындэ-н избындэ ыннаинте, Не дуче слэвитул партид комунист. Рефрен III Ын армия ноастрэ, луптынд витежеште, Пе душманий цэрий ый вом бируи, Ши-н маря фамилие а Униуний, Молдова Советикэ-н вечь а-нфлори. Рефрен | I Moldova cu doine străbune pe plaiuri, Cu poamă și pâne pe dealuri și văi. Luptând cu-ajutorul Rusiei mărețe, A vrut neatârnarea pământului ei. Refren: Slavă în veacuri, Moldovă Sovietică, Crește cu alte republici surori, Și cu drapelul Sovietic înalță-te, Calea să-ți fie avânt creator. II Pe drumul luminii cu Lenin și Stalin, Robia boierilor crunți am învins. Pe noi din izbândă-n izbândă înainte, Ne duce slăvitul partid comunist. Refren III În armia noastră, luptând vitejește, Pe dușmanii țării îi vom birui, Și-n marea familie a Uniunii, Moldova Sovietică-n veci a-nflori. Refren | 1 [mol.do.ʝa ku doj.ne strə.bu.ne ce pla.jur] [ku po̯a.mɨ ʃɨ pɨ.ne ce de̯a.lur ʃɨ vəj ‖] [lup.tənd kwa.ʒu.to.rul ru.sɨ.jej mə.rə.tsə] [a vrut ne̯a.tɨr.na.rɛ pə.mɨn.tu.luj jej ‖] [rə.frən] [sla.vɨ ɨɱ va.kur ǀ mol.do.vɨ so.ʝə.ti.kɨ] [krəʃ.te ku al.te rə.pu.bli(t)ʃʲ su.ror] [ʃɨ ku dra.ce.lul so.ʝə.tik ɨ.nal.tsə.te] [ka.lɛ səts çi.je a.vɨnt kra.tor ‖] 2 [ce dru.mul lu.ɲi.nij ku le.nin ʃɨ sta.lin] [ro.ɟi.je bo.je.rɨ.lor krunts am ɨn.ʝins ‖] [ce noj din iz.bɨn.dəʔn̩ iz.bɨn.dɨ ɨ.na.in.te] [ne du.(t)ʃe slə.ʝi.tuʎ car.tid ko.mu.nist ‖] [rə.frən] 3 [ɨn ar.ɲi.je no̯as.trə ǀ lup.tɨnd ʝi.te.ʒəʃ.te] [ce duʃ.ɲa.nij tsə.rɨj ɨj vom ɟi.ru.i] [ʃɨʔɲ̩ ɲa.rɛ ça.ɲi.li.je a u.ni.u.nij] [mol.do.ʝa so.ʝə.ti.kəʔɲ̩ ʝe(t)ʃʲ aɱ.flo.ri ‖] [rə.frən]} |

#### Traducción
| En español | En ruso | En inglés |
| Moldavia, tierra de doinas ancestrales abundan, Sus colinas y valles, donde se encuentran uvas y pan. Con la ayuda de la Gran Rusia, luchamos en la batalla, Para liberar tu tierra, conquistamos tu lucha. Estribillo: Oh Moldavia soviética, florece eternamente Con los demás, podemos prosperar Y alrededor de tu bandera soviética, se levanta Que el camino sea tu gran flujo de talento. Lenin y Stalin, con nosotros, en tu camino brillando, Hemos derrotado la cruel esclavitud del boyardo. Para nosotros hacia victoria a victoria, ¡El glorioso Partido Comunista nos lidera! Estribillo Entre nuestro Ejército, luchando valientemente, Vamos a vencer a los enemigos de tu país Y en tu gran familia de la Unión, La Moldavia soviética florecerá para siempre. Estribillo | Молдова с древними дойнами на своих землях, С виноградом и хлебом на холмах и долинах. Борясь с помощью великой России, Она хотела независимости своей земли. Припев: Славься в веках, Советская Молдова, Развивающаяся с другими братскими республиками, И с Советами твой флаг поднимается, Для развития и созидания. Идя по светлому пути с Лениным и Сталиным, Мы победили рабство жестоких дворян. От победы к победе Нас ведёт славная Коммунистическая партия. Припев С нашей армией, борящейся доблестно, Мы преодолеем врагов страны, И в большой семье Союза, Советская Молдавия всегда будет процветать. Припев | Moldova, land of ancestral doinas abound, Its hills and valleys, where grapes and bread are found. With the aid of Great Russia, we fight in battle, To make thy land free, we conquer thy struggle. Refrain: O Soviet Moldova, eternally flourish, With the others, we are able to grow, And around thy Soviet flag, up it riseth, Let the path be thy great gifted flow. Lenin and Stalin, with us, in thy path agleam, We have defeated the cruel boyar's bondage. For us from victory to victory alee, The glorious Communist Party leadeth us! Refrain Among our Army, fighting valiantly, We'll beat the enemies of thy country, And in thy great family of the Union, Soviet Moldavia shall flourish evermore. Refrain |

### Versión posestalinista (1980–1991)
Después de la muerte de Stalin en 1953, como otros himnos soviéticos, se ha eliminado cualquier mención de Stalin; sin embargo, una nueva versión del himno no se adoptó hasta 1980. El himno fue reescrito de los tres versos típicos con estribillos (como otros himnos soviéticos) a una versión con tres versos sin estribillos, que se había utilizado hasta la disolución de la Unión Soviética en 1991.

#### En rumano
| Alfabeto cirílico moldavo | Alfabeto latino rumano | Transcripción AFI |
| Молдова Советикэ, плаюл ностру-н флоаре, Алэтурь де алте републичь сурорь. Пэшеште ымпреунэ ку Русия маре, Спре ал Униуний сенин виитор. Дойна ынфрэцирий прослэвеште Цара, Ку ынцелепчиуне кондусэ де Партид. Кауза луй Ленин – каузэ мэряцэ – О ынфэптуеште попорул стрынс унит. Славэ ын вякурь, ренэскут пэмынт! Мунка сэ-ць фие креатор авынт! Ши комунизмул – цел нестрэмутат – Ыналцэ-л прин фапте пентру феричиря та! | Moldova Sovietică, plaiul nostru-n floare, Alături de alte republici surori. Pășește împreună cu Rusia mare, Spre al Uniunii senin viitor. Doina înfrățirii proslăvește Țara, Cu înțelepciune condusă de Partid. Cauza lui Lenin – cauză măreață – O înfăptuiește poporul strâns unit. Slavă în veacuri, renăscut pământ! Munca să-ți fie creator avânt! Și comunismul – țel nestrămutat – Înalță-l prin fapte pentru fericirea ta! | [mol.do.ʝa so.ʝə.ti.kɨ ǀ pla.jul nos.truʔɱ̩ flo̯a.rə] [a.lə.tur de al.te rə.pu.bli(t)ʃʲ su.ror ‖] [pə.ʃəʃ.te ɨm.prəw.nɨ ku ru.sɨ.je ɲa.rə] [sprə al u.ni.u.nij sə.niɲ ʝi.ji.tor ‖] [doj.na ɨɱ.frər.tsɨ.rɨj pro.slə.ʝeʃ.te tsa.ra] [ku ɨn.tsə.lep.(t)ʃi.u.ne kon.du.sɨ de car.tid ‖] [kaw.za luj le.nin ǀ kaw.zɨ mə.ra.tsɨ] [o ɨɱ.fəp.tu.jeʃ.te po.po.rul strɨns u.nit ‖] [sla.və ɨɱ va.kur ǀ rə.nəs.kut pə.mɨnt ‖] [muŋ.ka səts çi.je kra.tor a.vɨnt ‖] [ʃɨ ko.mu.niz.mul tsəl nes.trə.mu.tat] [ɨ.nal.tsəʔl̩ prɨɲ çap.te cen.tru çe.rɨ.(t)ʃi.rɛ ta ‖] |

#### Traducción
| Español | Ruso | Inglés |
| Moldavia soviética, nuestra tierra de flores, Junto con nuestras repúblicas hermanas, Junto con la Gran Rusia, marchamos, Hacia el futuro sereno de la Unión. El país elogia a la doina fraterna, Como nuestro gran partido nos conduce sagazmente. La causa de Lenin, una causa tan noble, Es implementado por nuestro pueblo unido. De eones gloriosos, ¡oh tierra renacida! ¡Que el trabajo sea un gran creador para ti! Y el comunismo, este objetivo inquebrantable ¡Lo levantas a través de los logros para tu bendición! | Советская Молдавия, наша цветущая земля, Наряду с другими братскими республиками Идёт вместе с великой Россией К безмятежному будущему Союза. Песня братства восхваляет страну, Мудро возглавляемую Партией. Дело Ленина — великое дело — Осуществляет единение людей. Торжествуй же веками, возрождённая земля! Твоя работа — порыв творца! И коммунизм — упорная цель — На деле тобой возвышается для твоего счастья! | Soviet Moldova, our land of flowers, Along with our sister republics, Together with Great Mother Russia we march on, Toward the Union's future so serene. The fraternal doina the country praiseth, As our great Party sagaciously us leadeth. The cause of Lenin, a cause so noble, Brought about by our undivided people. Of aeons glorious, oh land renewed! For thee may work be a sire great! And communism, this goal unshaken – Thou raisest it through the achievements for thy blessing! |